# 福島県道4号福島保原線
福島県道4号福島保原線（ふくしまけんどう4ごう ふくしまほばらせん）は、福島市から伊達市に至る県道（主要地方道）である。

## 概要
一般に保原街道と呼ばれる。福島市岡部の国道115号交点（福島市役所東部支所前）を起点とし、阿武隈川東岸を北上する。旧保原町の高子地区（高子沼）、上保原地区を通り、保原町中心市街地の四丁目で国道349号と合流する。
終点の交差点は当路線と国道349号宮城方面（北行）が優先道路となっており、国道349号田村市方面（南行）は幅員の狭い一方通行路の出口となるため、田村市方面へは1つ手前の一方通行の市道または2つ手前の交差点で右折する。

### 路線データ
- 総延長：7.652 km[1]
- 起点：福島市岡部
- 終点：伊達市保原町字四丁目

## 歴史
- 1954年1月20日 - 建設省告示第16号が公布され、福島県道福島中村線の一部、福島梁川線の一部、梁川藤田線の一部、藤田角田線の一部、宮城県道角田藤田線、仙台角田線の一部が主要地方道福島角田岩沼線に指定される。
- 1974年11月12日 - 政令第354号が公布され主要地方道福島角田岩沼線の一部が国道349号に指定される。
- 1976年4月1日 - 建設省告示第935号が公布され、福島県道・宮城県道福島角田岩沼線の一部が主要地方道福島保原線に指定される。
- 1976年（昭和51年）11月16日 - 福島県によって県道路線に認定される[2]。
- 1993年（平成5年）5月11日 - 建設省から、県道福島保原線が福島保原線として主要地方道に指定される[3]。

## 路線状況

### バイパス
岡部バイパス
- 起点：福島市岡部字前田
- 終点：福島市岡部字砂入
- 全長：1.4km

福島県道309号岡部渡利線・国道115号との交点を起点とし、岡部地区の繁華街を通過していた従来の県道のバイパスとして建設され、1992年（平成4年）11月に完成供用された。起点から終点までほぼ一直線の線形であり、歩道も整備されている。旧道は現在福島市道10999号大蔵南慶二線となっている。

### 重複区間
- 福島県道387号飯坂保原線（福島市岡島字向中島 - 福島市鎌田字愛宕前）

### 橋梁
古川橋
- 全長：25.2m
- 幅員：12.2m
- 竣工：1968年[5]

古川歩道橋
- 全長：26.7m
- 幅員：2.8m
- 竣工：1982年

福島市鎌田字沼前と岡島字竹林の境に位置し、一級水系阿武隈川水系胡桃川を渡る。下り線側に人道橋が、上り線側に並行する水管橋が架設されている。橋北詰には宮畑遺跡、福島工業団地への入口となる丁字路がある。
上保原ガード
（阿武隈急行線）

## 地理

### 通過する自治体
- 福島市
- 伊達市

### 交差する道路
福島市
- 国道115号（岡部字前田、起点）
- 福島県道387号飯坂保原線 保原町富沢方面（岡島字向中島）
- 福島県道387号飯坂保原線 福島市飯坂町平野方面（鎌田字愛宕前）

伊達市
- 東北中央自動車道（相馬福島道路）伊達中央インターチェンジ（保原町上保原）
- 国道349号（保原町字四丁目、終点）

### 沿線にある施設など
- 福島市役所東部支所
- 文知摺郵便局
- 福島工業団地
- 福島市立月輪小学校
- 国指定史跡 宮畑遺跡
- 月の輪台団地
- 高子沼
- 高子団地、阿武隈急行高子駅
- JAふくしま未来上保原支店